# ビョルン・ウルヴァース
ビョルン・ウルヴァース（スウェーデン語: Björn Kristian Ulvaeus、1945年4月25日 - ）は、スウェーデン出身のミュージシャン、作詞家、作曲家。ポップ・グループ、ABBA（アバ）のメンバー。メンバーのベニー・アンダーソンとともにABBAの楽曲を自作したほか、他の歌手やグループへも楽曲提供を行った。
著作権協会国際連合（CISAC）会長（2020年 - ）。スウェーデンのキャッシュレス化を推進する人物としても知られる。

## 経歴
1945年4月25日、スウェーデンのヨーテボリ市に、父エリック(1912〜99)と母アイナ(1909〜2005)の間に生まれる。その後、音楽家として才能を伸ばし、スコーネ県のルンド大学に進学する。1966年にアンダーソンと出会い、ABBAの前身となる作詞・作曲グループ「ビョルン&ベニー」を結成し、テレビデビューを果たす。1969年3月にテレビ撮影のため、アグネタ・フォルツコグとアンニ＝フリッド・リングスタッドに出会い、のちに4人でABBAを結成した。ABBAとしてユーロビジョン・ソング・コンテスト1974に出場し、「恋のウォータールー」で優勝を果たした。
ウルヴァースは1971年7月6日にフォルツコグと結婚したが、8年後の1979年7月に離婚した。
2008年、息子が住んでいたマンションに強盗が入り、家財道具を盗まれることが2回続き、「もし紙幣がなかったら」と考えるようになった。「犯罪による経済は匿名性が高く、追跡が困難な現金の特質の上に成り立っている」という自身の考えをウェブサイトや新聞で明らかにした。ビョルン自身は2011年から紙幣を使うのを完全にやめており、2013年にストックホルムにオープンしたABBA: The Museumではビョルンの主張が掲示されるとともに、ミュージアム内での現金による支払いを受け付けていない。スウェーデン国内においてキャッシュレス化の運動そのものは以前からあったが、こういったビョルンの活動が運動に拍車をかけることになった。
2020年5月29日に、著作権協会国際連合（CISAC）の会長に選出された（前任者はジャン・ミッシェル・ジャール）。